# Libuše Palečková
Libuše Palečková (4. září 1937 Milín u Příbrami – 2013 Praha) byla česká režisérka, scenáristka, básnířka, autorka dětských knih.

## Život a studia
Narodila se v Milíně u Příbrami 4. září 1937 jako Libuše Skočdopolová. V Broumově absolvovala gymnasium. Po maturitě byla přijata na Divadelní fakultu AMU v Praze, obor režie, dramaturgie a scénické výtvarnictví, kterou absolvovala v roce 1960. Používala pseudonym Ribushe Parechikobä.
Žila v Praze. Zemřela v roce 2013.

## Film a divadlo
V roce 1960 napsala svůj první scénář k absolventské divadelní inscenaci podle Bohuslava Martinů Kdo je na světě nejmocnější a Pierot a Kolombína. Je autorkou čtyř scénářů ke střihovým dokumentům, které napsala v roce 1964 pro Krátký film Praha: Smích a pláč; Šťastný Nový rok; Jak uzditi koně a Zlatý poklad republiky.
Od roku 1965 pracovala v Československé televizi a později v Ústředním loutkovém divadle. Jako asistentka režie spolupracovala s režiséry Františkem Vláčilem a Karlem Kachyňou. Hrála ve filmu režiséra Juraje Herze Sběrné surovosti. Na své náměty psala scénáře pro Filmové studio Barrandov. Mezi úspěšné realizace se řadí námět a scénář k filmové povídce k celovečernímu filmu Dno, natočeném Filmovým studiem Barrandov v roce 1966.
Po vpádu vojsk Varšavské smlouvy v roce 1968, kdy došlo k výměně celých redakcí v různých médiích i ke změnám v dramaturgických záměrech, skončily všechny její dosavadní aktivity a zůstala bez práce.
Po delší přestávce byly realizovány v roce 1977 její tři scénáře pro Krátký film Praha: Čtyři doby (ke kolážím Ludmily Jiřincové); k filmové eseji - Pane a jakou máte vlastně cenu? a k filmové grotesce – Vždyť přece každé jablko má svého bubáka.
Pro Krátký film Praha byl určen scénář k animovanému filmu Tylínek a v roce 1982 na svůj námět napsala scénář k animovanému filmu Kouzelný sad. V letech 1985 až 1986 Československá televize ve spolupráci s Krátkým filmem Praha, realizovala na motivy příběhu Čaroděj ze země Oz podle jejího scénáře a za spolupráce s Václavem Nývltem televizní seriál Kouzelník ze Smaragdového města.
V roce 1995 dostala od UNESCO objednávku na scénář pro film k Roku tolerance. Vzniklá synopse k moralitě Nejsem nepřítel, jsem jenom jiný, nebyla pro nedostatek financí realizována a konkurz byl předčasně zrušen.

### Ocenění
Mimo knižní ceny byla oceňována sama, nebo společně s manželem i za scénáře či režijní práci pro český film.
- 1972 Cena města Vídně (společně s manželem)
- 1974 Čestné uznání za nejkrásnější knihu Rakouska roku 1974 Veselý pán
- 1974 Francouzská literární cena Grand Prix de Treize
- 1978 Cena festivalu animovaných filmů v Gottwaldově (dnes Zlín) za film Tylínek
- 1980 Italská cena Premio di letteratur per L´infanzia za publikaci Malá večerní hudba.
- 1982 Cena Národní galerie za film Kouzelný sad (společně s Josefem Palečkem).
- 1983 Ocenění za animovaný film Kouzelný sad
- 1989 Státní cena Rakouska za obrázkovou knížku Kouzelná mašlička
- 2000 Cena za přínos k rozvoji dětského čtenářství
- 2000 Zlatá stuha za ediční počin při vydání celkově mimořádné publikace Dárek[13]

### Knižní dílo
- Hvem er den staerkeste in hele verden. [Kodaň]: Bergs forlag, 1973.
- Lykkefuglen. Copenhagen: Palbe, 1973.
- Je ne me plais pas partout... [Paris]: Hatier, 1974.Der kleine Tiger. Hamburg: Friedrich Oetinger, 1974.
- Der lustige Mann. Wien: Jungbrunnen, 1974.
- Filínek: příběh malého hrocha. 1.vyd. Praha: Albatros 1975.
- Siločáry : výběr z básní : 1960 - 1965. Soukromý tisk 1980. 19 s.
- The Bird of Happiness: Based on a Czech folktale. Guilford: Lutterworth Press, 1980.
- O malém tygrovi. 1.vyd. Praha: Albatros,1985.
- Kouzelný sad: orientální pohádka.1.vyd. Praha: Mladá fronta,1986. 48 s.
- Das Zauberband. Wien: Jungbrunnen, 1988.
- Nee ik ben niet bang. [Naarden]: Vier Windstreken, 1995.ISBN 90-5579-013-3
- Non, je n'ai pas peur! Non, non. Gossau Zurich: Nord-Sud,1995.ISBN 3-314-20874-X
- Řádky: (1964-1968). Vydání první. Praha: Popokatepetl, 1998. ISBN 80-238-3491-6
- Dárek. 1.vyd. Praha: Popokatepetl, 2000. ISBN 80-238-5422-4
- Kaba no Tirīnekku. Překlad Sakae Kimoto. 1. vyd. Tōkyō: Purojekuto ano, 2006. ISBN 4-903117-03-0
- Kdo je kdo? 1.vyd. [Praha]: Popokatepetl, 2009. 55 s. ISBN 978-80-904434-3-3
- Chiisana yoru no ongakukai / Ribushe Parechikobā; [illustration: Yozefu Parecheku; traduction: Yūko Kimura]. Tōkyō: Attoāmuzu. ISBN 978-4-903116-02-0

### Výstavy
Jako členka Českého svazu výtvarných umělců se zúčastňovala kolektivních výstav
- 1979 Výtvarní umělci dětem, Praha
- 1985 Vyznání životu a míru , Praha, Bratislava